# عدنان أحمد راسم النعيمي
عدنان أحمد راسم النعيمي أول مدير للتلفزيون العراقي الذي أسس سنة 1956 فكان أول تلفزيون في الشرق الأوسط ،
وتولى هذا المنصب بعد عودته من الولايات المتحدة الأمريكية وحصوله على شهادة الدبلوم في السمعية والبصرية، وماجستير في التربية الفنية من جامعة إنديانا الأمريكية. 